# Aux chemins de Babo Naki
Aux chemins de Babo Naki est un recueil de poésie de Josué Guébo, préfacé par Séry Bailly. Publié en 2016, l'ouvrage reçoit l'année suivante, le Grand prix national Bernard Dadié de la littérature.

## Thème
La thématique principale de Aux chemins de Babo Naki s'articule sur la force de l'union et de la solidarité, la nécessité de la cohésion sociale et de la paix.

## Résumé
Aux chemins de Babo Naki, une histoire issue du mythe krou, relate l'aventure de Babo Naki, un chasseur dont le décès en brousse amène les sept fils, porteurs chacun d'un talent spécifique, à mutualiser leurs compétences et expertises : Guibrénipi le géographe, Guenakô l'ostéologue, Blakou le dermatologue, Pamadrou l'hématologue, Pamagnomou le pneumologue, Diwéri le maître de la parole et Vouka le kinésithérapeute. 
réussissant ainsi  à ramener leur père à la vie. Cependant, quand arrive le moment de déterminer lequel d'entre eux a joué le rôle le plus décisif dans la résurrection du père, la situation se dégénère en dispute.

## Style
Ce recueil de poésie, à mi-parcours entre le conte, le mythe et l'allégorie est présenté à travers les fréquences de la suggestion.
Le texte révèle une écriture aux couleurs intenses et variées.

## Prix littéraire
- Grand prix national Bernard Dadié de la littérature, 2017.

## Edition
- Aux chemins de Babo Naki, L'Harmattan, 2016,  (ISBN 978-2-343-10038-8)